# Franz Georg Karl von Metternich

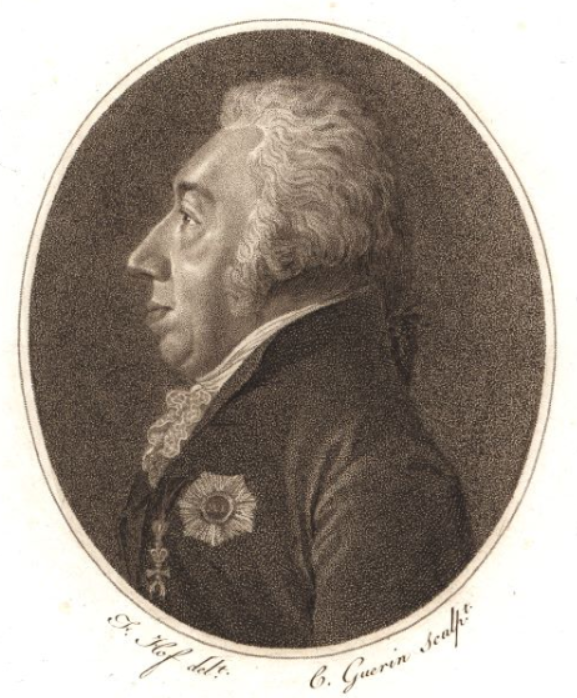
Portret

Franz Georg Karl von Metternich-Winneburg, vanaf 1803 vorst van Ochsenhausen (Koblenz, 9 maart 1746 - Wenen, 11 augustus 1818) was een Oostenrijks diplomaat en gevolmachtigd minister van de Oostenrijkse Nederlanden.

## Familie
Hij stamde uit de lijn Winneburg-Beilstein van het adellijk geslacht Metternich. Zijn vader was Johann Hugo von Metternich-Winneburg en zijn moeder Clara Louise von Kesselstatt. Hij trouwde in 1771 met gravin Maria Beatrix von Kageneck. Onder hun kinderen was de beroemde staatsman Klemens von Metternich.

## Opleiding en prille carrière
Omdat zijn vader vroeg was gestorven, groeide Metternich op onder de voogdij van zijn oom Franz Ludwig von Metternich-Winneburg. Metternich studeerde rechten in Mainz. Aan het Rijkskamergerecht in Wetzlar, de Rijksdag in Regensburg en de Rijkshofraad in Wenen leerde hij hoe het gerecht en het bestuur functioneerden in het Heilige Roomse Rijk. Daarna vertrok Metternich op een grand tour door Italië.
Na zijn terugkeer werd hij in 1768 gezant in Wenen voor de keurvorst van Trier, Clemens Wenzeslaus. Later behartigde hij buitenlandse aangelegenheden voor de keurvorst, waarbij hij een eerder francofiele politiek voorstond. Omdat hij die niet kon doorzetten tegen de toonaangevende ministers in, stapte hij in 1773 over naar het keizerlijk hof. 

## Keizerlijk gezant
In Wenen werkte hij in de eerste plaats voor Kaunitz. Hij werd benoemd tot gezant in Trier, Keulen en de Nederrijns-Westfaalse Kreits. Als zodanig speelde hij een beduidende rol in de keuze voor Maria Cunigunde van Saksen als vorstabdis van Essen (1780) en voor Maximiliaan Frans van Oostenrijk als aartsbisschop van Keulen en bisschop van Münster. Onder de nieuwe keizer Leopold II werd Metternich in 1790 benoemd tot tweede ambassadeur in Bohemen.
In 1782 was hij in Straatsburg lid geworden van de vrijmetselarij. De loge Karoline zu den drei Pfauen in Neuwied vernoemde hem in 1784 als Meister vom Stuhl.

## Minister in de Oostenrijkse Nederlanden
Na zijn rol in het beëindigen van de Luikse Revolutie, verkreeg Metternich een aanstelling tot gevolmachtigd minister van de Oostenrijkse Nederlanden. Zijn invloed werd beperkt door de aanwezigheid van landvoogd Albert van Saksen-Teschen. Metternich deed tegemoetkomingen aan de statenvergaderingen, maar kon hen niet werkelijk overtuigen. 
Zijn residentie Brussel werd in 1792 bedreigd door de Eerste Coalitieoorlog, zodat Metternich zich tijdelijk terugtrok. Door het aftreden van Kaunitz verloor hij zijn gewichtigste voorstander in Wenen. Na de Franse bezetting kon hij terugkeren naar Brussel voor de Tweede Oostenrijkse Restauratie. Het definitieve verlies van de Oostenrijkse Nederlanden in 1794 aan Frankrijk, bracht hem terug naar Wenen.

## Verlies en schadeloosstelling
De Franse opmars kostte hem een groot deel van zijn bezittingen in het Rijnland, wat de Metternichs in financiële moeilijkheden bracht. In 1797 werd hij keizerlijk gezant op het Congres van Rastatt. Na het voor de Oostenrijkers nogal negatieve verloop, waar hij weinig aan kon doen, verloor hij elke steun aan het hof.
In uitvoering van de Vrede van Lunéville werd de familie gecompenseerd voor het verlies van haar bezittingen op de linker-Rijnoever door de toewijzing van de rijksabdij Ochsenhausen bij Reichsdeputationshauptschluss van 25 februari 1803. Vanaf dan droeg graaf Metternich de vorstentitel.

## Politiek afscheid
Ook werd hij in 1804 aangesteld tot Staats- und Konferenzminister, zonder dat dit evenwel een praktische opdracht inhield. Terwijl zijn zoon Clemens zich in 1810 in Parijs bevond voor de bruiloft van Marie Louise van Oostenrijk met Napoleon, verving vader Metternich hem als hoofd van de hofkanselarij. In die functie zocht hij toenadering tot Rusland. Zijn zoon maakte dit bij zijn terugkeer ongedaan.